# Johannes Peters (Politiker, 1841)
Johannes Wilhelm Matthias Peters (* 30. Dezember 1841 in Neuendorf; † 25. November 1909 in Wiesbaden) war ein deutscher Jurist und Mitglied des Deutschen Reichstags.

## Leben
Peters studierte in Jena, Heidelberg und Kiel Rechtswissenschaften. Während seines Studiums wurde er 1862/63 Mitglied der Burschenschaft Arminia auf dem Burgkeller. Von 1868 bis 1879 war er Rechtsanwalt in Elmshorn und seit 1879 in Kiel.  Er war Mitglied des Provinziallandtages Schleswig-Holstein von 1873 bis 1880 und Mitglied des Preußischen Abgeordnetenhauses von 1887 bis 1892. Von 1887 bis 1890 war er Mitglied des Deutschen Reichstags für den Wahlkreis Provinz Schleswig-Holstein 6 / Pinneberg, Segeberg) und die Nationalliberale Partei. Von 1892 bis 1898 war Peters im Zentralvorstand der Nationalliberalen Partei.
1892 wurde er Richter am Oberverwaltungsgericht Berlin und 1899 Senatspräsident. 1900 wurde er zum Ministerialdirektor im Innenministerium ernannt und von 1902 bis 1908 war er Oberverwaltungsgerichtspräsident. Zwischen 1907 und seinem Tode war er Mitglied des Herrenhauses in Preußen.